# Montes de Picaza
Montes de Picaza är kullar i Spanien.   De ligger i provinsen Provincia de Guadalajara och regionen Kastilien-La Mancha, i den centrala delen av landet, 160 km öster om huvudstaden Madrid.